# 哥哥扭蛋
《哥哥扭蛋》（日语：お兄ちゃん、ガチャ）是一部于2015年1月11日至3月29日每周日凌晨0:50－1:20在日本电视网播出的日本电视剧， 其主演为铃木梨央和岸优太。 该电视剧已经决定改编为漫画，作者为，于《别册FRIEND》2015年2月号开始连载，並於同年9月號結束連載。共兩本單行本

## 剧情简介
小学生雫石美子生活在一个混乱的五口之家，在自己母亲、姐姐、妹妹和弟弟的不靠谱之下，她不得不承担起一个家庭主妇的职责来照顾全家的起居生活。试图逃避现实的美子在自己参加的芭蕾舞培训班上听说某个游戏城有哥哥扭蛋机，而渴望哥哥关爱的美子在那里购买了一个扭蛋。在怀着拥有一个优秀并关爱自己哥哥的梦想中，美子将扭蛋打开，但是却出来一个性格极其糟糕的哥哥。

## 演员表

### 主演
- / 御手洗明彦——岸优太 饰[5]

#### 雫石家
- 雫石美子（雫石家二女）—— 铃木梨央 饰[6][7]
- 雫石贤哥（雫石家父亲）—— 喜矢武丰（日语：喜矢武豊） 饰
- 雫石莉子（雫石家母亲）—— 野村麻纯（日语：野村麻純） 饰[1]
- 雫石真子（雫石家长女）—— 小山内花凛（日语：小山内花凜） 饰[1]
- 雫石里久（雫石家三子）—— 羽村仁成（日语：羽村仁成） 饰
- 雫石佳子（雫石家四女）—— 三宅希空 饰

#### 芭蕾教室
- 蛇崩夏子—— 木內舞留（日语：木內舞留） 飾[7]
- 御手洗四葉—— 原涼子 飾
- 其他女生—— 奧野真衣、池田心雪、上村奏夢、雲野沙彩、竹山翡翠（竹山ひすい） 飾
- 蛇崩的哥哥們
  - 少年A—— 仲田擴輝 飾
  - 少年B—— 吉澤閑也 飾
  - 少年C—— 梶山朝日 飾
  - 少年D—— 原嘉孝 飾
  - 少年E—— 目黑蓮 飾

#### Game Center
- 卜部一郎（博士）—— 西原纯（日语：西原純） 饰
- 零（博士的助手）—— 宫近海斗 饰[6]

### 客串
以下登场的均为“哥哥扭蛋”中抽出的“哥哥”们，按其登场的集数列出。
角色名后括号内的字母代表“哥哥”的等级，★则表示为“失败品”。如角色在多集出现，那么会在演员名后口号内标注。
中文译名来自日菁字幕组。
- 第一集
  - ★ —— Wakki（日语：ワッキー） 饰
  - 田中★ —— 田中卓志（日语：田中卓志） 饰

- 第三集
  - 笑笑（B）—— 松仓海斗 饰

- 第四集
  - 正义（C）—— 深泽辰哉 饰

- 第五集
  - 闪耀（D）—— 阿部顕岚（日语：阿部顕嵐） 饰

- 第六集
  - 甜蜜（M）—— 秋月成美 饰

- 第七集
  - 暴走（B）—— 森田美勇人 饰
  - 温柔（C）—— 京本大我 饰（第11集亦有登场）

- 第八集
  - 消极（G）—— 松田元太 饰

- 第九集
  - 健哥（？）—— 岩本照 饰

- 第十集
  - 柯南（B）—— 玉元风海人（日语：玉元風海人）

- 最终集
  - ？（SS）—— 杰西 饰

## 职員表
- 劇本 - 野島伸司
- 音樂 - 牧戸太郎
- 導演 - 大谷太郎、河合勇人
- 插曲 - 「お兄ちゃん、ガチャ」
- 副導演 - 伊野部陽平、玉澤恭平、清水優
- 音楽協力 - 平川智司
- 視覺設計 - 田崎陽太
- 動畫 - ODDJOB
- 漫畫 - 森ヤマジ
- 編舞 - あさづきかなみ
- 製作 - 福士睦
- 製片人 - 植野浩之、渡邉浩仁
- 製片設計 - 森清和夫
- 內容製作 - 室屋睦、篠田大暢
- AP - 岡宅真由美
- 企劃制作 - 日本電視台
- 企劃協力 - 傑尼斯事務所
- 製片公司 - 日テレアックスオン
- 製作協力 - アバンズゲート
- 製作著作 - 「お兄ちゃん、ガチャ」製作委員会（D.N.ドリームパートナーズ、vap）

## 播送日期
| 集数   | 播出日期 | 导演     | 收視 |
| ------ | -------- | -------- | ---- |
| 第1集  | 1月11日  | 大谷太郎 | 2.4% |
| 第2集  | 1月18日  | 大谷太郎 | 3.8% |
| 第3集  | 1月25日  | 河合勇人 | 2.7% |
| 第4集  | 2月1日   | 河合勇人 | 3.4% |
| 第5集  | 2月8日   | 大谷太郎 | 3.5% |
| 第6集  | 2月15日  |          | 2.7% |
| 第7集  | 2月22日  |          | 3%   |
| 第8集  | 3月1日   |          | 2.5% |
| 第9集  | 3月8日   |          | 1.5% |
| 第10集 | 3月15日  |          | 2.9% |
| 第11集 | 3月22日  |          | 2.7% |
| 第12集 | 3月29日  |          | 2.2% |

## 联播电视台
| 播送区域       | 播送电视台          | 播送日期               | 播送时间                             | 电视网     | 备注   |
| -------------- | ------------------- | ---------------------- | ------------------------------------ | ---------- | ------ |
| 关东地区       | 日本电视台（NTV）   | 2015年1月11日－3月29日 | 每周日0:50－1:20（周六深夜剧）       | 日本电视网 | 制作方 |
| 福冈县         | 福冈电视台（FBS）   | 2015年1月22日－4月9日  | 每周四2:10－2:40（周三深夜剧）       | 日本电视网 |        |
| 中京地区       | 中京电视台（CTV）   | 2015年2月5日－4月23日  | 每周四2:15－2:45（周三深夜剧）       | 日本电视网 |        |
| 近畿地区       | 读卖电视台（YTV）   | 2015年2月5日－4月23日  | 每周四2:43－3:18（周三深夜剧）       | 日本电视网 |        |
| 宫城县         | 宫城电视台（MMT）   | 2015年2月10日－4月28日 | 每周二0:59－1:29（周一深夜剧）       | 日本电视网 |        |
| 山梨县         | 山梨电视台（YBS）   | 2015年4月1日－5月7日   | 每周三·四1:26－1:56（周二·三深夜剧） | 日本电视网 |        |
| 鸟取县・岛根县 | 日本海电视台（NKT） | 2015年4月3日－6月19日  | 每周五1:35－2:05（周四深夜剧）       | 日本电视网 |        |
| 富山县         | 北日本电视台（KNB） | 2015年6月27日－9月12日 | 每周六2:00－2:30（周五深夜剧）       | 日本电视网 |        |

### 脚注
1. ↑  第一集延迟15分钟播出，实际播出时间为周日1:05－1:35。
2. ↑  最终集延迟30分钟播出，实际播出时间为周六2:30－3:00。